# 켈티베리아어
켈티베리아어 또는 켈트이베리아어(Celtiberian)는 고대 이베리아 반도의 일부 지역에 살던 켈티베리아인들이 사용하던 켈트계 언어이다. 기원전 2세기에서 기원후 1세기로 거슬러 올라가는 약 200개의 비문을 통해 직접 문증되며, 주로 북동이베리아 문자의 변형인 켈티베리아 문자로 기록되었으나 라틴 문자로 된 기록도 있다. 비문으로는 청동으로 된 보토리타 명판, 노발라스 청동판 등이 대표적이다.
히스파니아-켈트어라고도 하는데, 북서부 히스파니아-켈트어로 불리는 갈레키어(Gallaecian)와 대비시켜 "북동부 히스파니아-켈트어"라고도 한다.

## 같이 보기
- 대륙 켈트어군
  - 갈레키어
  - 레폰티어
- 루시타니아어